# Laothus gibberosa
Laothus gibberosa is een vlinder uit de familie van de Lycaenidae. De wetenschappelijke naam van de soort werd als Thecla gibberosa in 1867 gepubliceerd door William Chapman Hewitson.

## Synoniemen
- Thecla gibberosa tomlinsoni Druce, 1909